# Naseby
Naseby är en by och en civil parish i Northamptonshire i England. Orten har 687 invånare (2011).